# Bundesstraße 108
Die Bundesstraße 108 (Abkürzung: B 108) ist eine Bundesstraße in Mecklenburg-Vorpommern, Deutschland. Sie beginnt in Waren (Müritz) und endet in Laage kurz vor Rostock an der Bundesstraße 103.

## Geschichte
Ab 1932 wurde die Strecke als Fernverkehrsstraße 108 (FVS 108), ab 1934 als Reichsstraße 108 (R 108) bezeichnet und später in der DDR als Fernverkehrsstraße 108 (F 108) geführt. Der Verlauf der B 108 wurde an ihrer Endstelle in Waren (Müritz) von 2008 bis 2009 verlegt, da sie das Werksgelände der Mecklenburger Metallguss GmbH durchschnitt. Für etwa sechs Millionen Euro wurde sie um das Areal herumgeführt.
Die heutige Kreisstraße von Teterow über Lelkendorf nach Neukalen und der sich anschließende Streckenabschnitt der heutigen Landesstraße 20 nach Dargun waren bis 1990 die Fernverkehrsstraße 108a.

## Streckenverlauf
- Waren – Abzweig von der B 192
- Marxhagen
- Moltzow
- Kreuzung mit der Landesstraße 20 bei Klocksin
- Hohen Demzin
- Teterow
- Thürkow – Abzweig der Landesstraße 23 nach Gnoien
- Perow
- Matgendorf – Abzweig der Landesstraße 231 nach Altkalen
- Neu Heinde – Abzweig der Landesstraße 14 nach Güstrow
- Laage – Abzweig der Landesstraße 18 nach Tessin
- Kronskamp – Einmündung in die B 103 und die Landesstraße 39